# Маріо Загалло
Маріо Загалло (порт. Mário Zagallo; нар. 9 серпня 1931, Масейо — 5 січня 2024) — бразильський футболіст, що грав на позиції крайнього лівого півзахисника. По завершенні ігрової кар'єри — футбольний тренер.
Є першою людиною, що чотири рази ставала чемпіоном світу з футболу: двічі як гравець (1958, 1962), і по одному разу як тренер (1970) і як помічник головного тренера (1994), а також єдиним гравцем, який у своїх 10 матчах на чемпіонаті світу здобув 10 перемог.
Виступав за клуби «Америка» (Ріо-де-Жанейро), «Фламенго» та «Ботафогу», а також національну збірну Бразилії. Як тренер найбільших успіхів досяг зі збірною Бразилії, ставши чемпіоном світу та володарем Кубка Америки і Кубка Конфедерацій.

## Клубна кар'єра
У дорослому футболі дебютував 1948 року виступами за команду клубу «Америка» (Ріо-де-Жанейро).
Своєю грою за цю команду привернув увагу представників тренерського штабу клубу «Фламенго», до складу якого приєднався 1950 року. Відіграв за команду з Ріо-де-Жанейро наступні вісім сезонів своєї ігрової кар'єри. Більшість часу, проведеного у складі «Фламенго», був основним гравцем команди.
1958 року перейшов до клубу «Ботафогу», за який відіграв 7 сезонів. Завершив професійну кар'єру футболіста виступами за «Ботафогу» у 1965 році.

## Виступи за збірну
Незважаючи на високий рівень гри у клубі, тренери збірної Бразилії, які дуже часто змінювалися у першій половині 1950-х років, довго не помічали Загалло. Найкращим лівим крайнім півзахисником того часу вважався Пепе з «Сантоса», якого публіка любила за його незвичайні фінти. Він і поїхав на чемпіонат світу 1954 року, що закінчився для бразильців поразкою в чвертьфінальному матчі від збірної Угорщини — 2:4, після чого була відома бійка, яка розпочалася ще на полі й тривала в роздягальні, коли бразильців і угорців довелося рознімати поліції.
Але навесні 1958 року новим тренером збірної Бразилії призначили Вісенте Феола. За місяць до початку чемпіонату світу в Швеції команда проводила під його керівництвом перший матч. Якраз напередодні цієї товариської гри Пепе, виходячи з душу, підвернув ногу. Так на лівому краю збірної Бразилії вперше з'явився Маріо Загалло, і незабаром він став одним з ключових гравців у тактичних побудовах Феоли. Новому тренеру імпонували якраз раціональність та працьовитість Загалло. До чемпіонату світу Феола награвав принципово нову розстановку гравців — систему 4-2-4, причому Загалло відводилася особлива роль. При втраті м'яча працьовитий та витривалий лівий крайній, на відміну від інших нападників, негайно відходив назад, стаючи третім півзахисником та зміцнюючи центр поля. А під час масованих атак бразильців атакував правий край оборони суперника швидкими набігами. Чемпіонат світу 1958 року приніс збірній Бразилії перший чемпіонський титул і Загалло беззмінно відіграв на шведському чемпіонаті всі матчі, зробивши своєю раціональною та продуманою грою вагомий внесок у загальну перемогу. У фінальному матчі зі збірною Швеції, виграному з рахунком 5:2, він забив четвертий гол, і він же видав юному Пеле передачу, після якої той забив п'ятий м'яч.

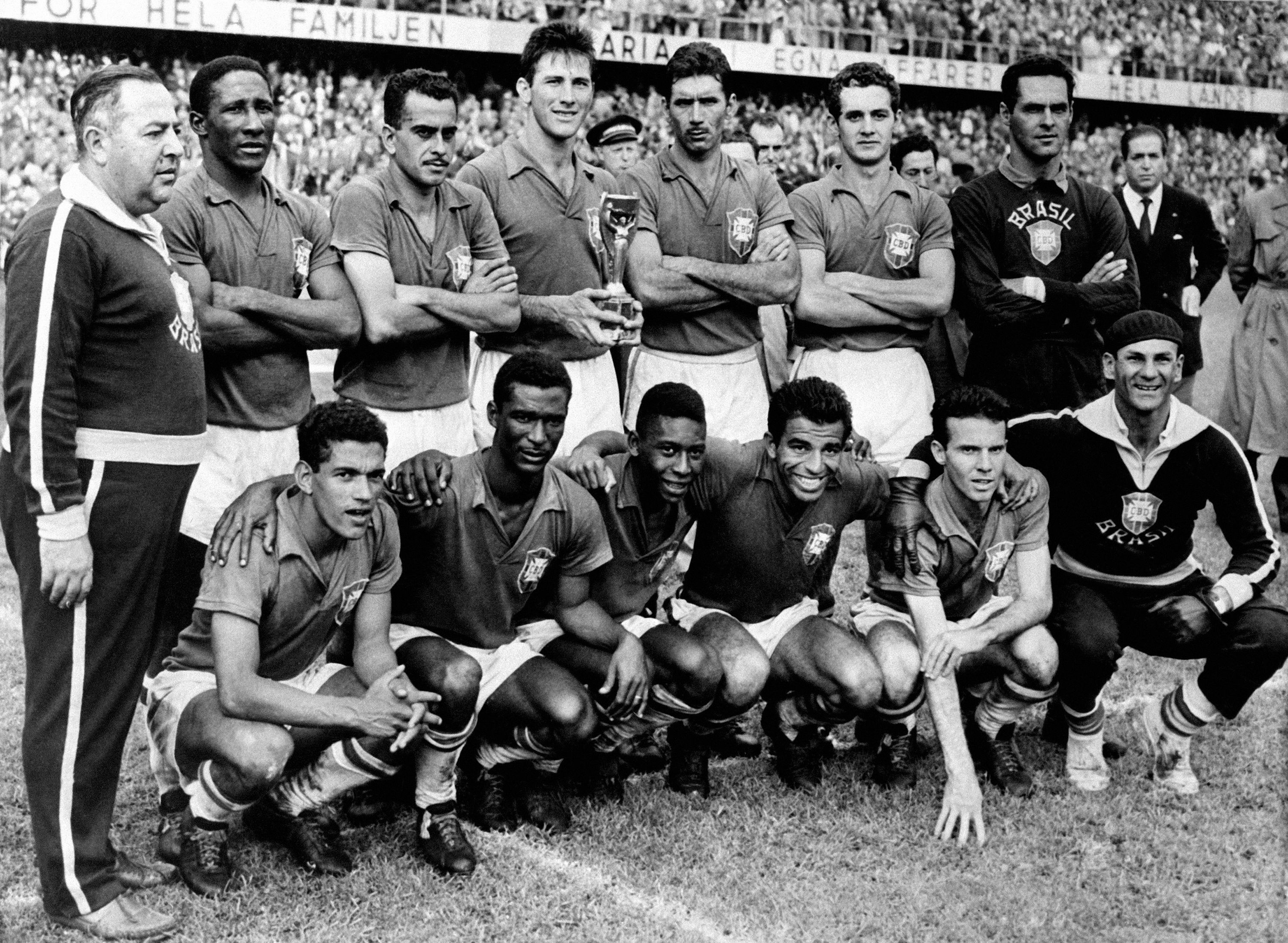
Маріо Загалло (другий праворуч в нижньому ряду) у складі збірної Бразилії на переможному чемпіонаті світу 1958 року

Наступного року Маріо потрапив у заявку збірної на розіграш Кубка Америки 1959 року в Аргентині, де разом з командою здобув «срібло».
1960 року тренер Вісенте Феола був відправлений у відставку, і в збірній знову почалася тренерська крутанина. Жодному з нових тренерів Загалло не сподобався, і в збірній знову з'явився Пепе. Лише незадовго до нового чемпіонату світу 1962 року, коли національну команду очолив Айморе Морейра, до складу знову був включений Загалло. У Морейри вже не було часу на експерименти, і в Чилі він повіз практично ту ж саму команду, яка виграла чемпіонат світу 1958 року під керівництвом Феоли. Змінилися в ній лише центральні захисники, які були надто віковими. Бразильці відіграли весь чемпіонат одним і тим же складом. Правда, в одному з матчів групового турніру дістав травму Пеле, якого потім заміняв Амарілдо.
У першому матчі групового турніру бразильці грали зі збірною Мексики, і саме Загалло забив на тому чемпіонаті перший бразильський гол — на 56-й хвилині. Збірна Бразилія на тому чемпіонаті лише один матч звела внічию — зі збірною Чехословаччини в груповому турнірі (0:0), вигравши решту. З чехословацькими футболістами вдруге бразильці зустрічалися вже у фінальному матчі та перемогли з рахунком 3:1.
На батьківщину Маріо Загалло повернувся вже двічі чемпіоном. Але на цьому його виступи у збірній Бразилії фактично закінчилася. У національній команді знову почали змінюватися тренери, в тактичні задуми яких Загалло не вписувався. Лише 1964 року, коли в головну команду країни знову повернувся Вісенте Феола, Загалло зіграв у ній один матч. Але Феола, який готував до чемпіонату світу 1966 року нову, молоду команду, розсудив, що Загалло буде вже 35 років, і більше в збірну його не запрошував.
Протягом кар'єри у національній команді, яка тривала 7 років, провів у формі головної команди країни 33 матчі, забивши 5 голів.

## Кар'єра тренера
Розпочав тренерську кар'єру невдовзі по завершенні кар'єри гравця, 1966 року, очоливши тренерський штаб клубу «Ботафогу». 1967 року для проведення одного-єдиного товариського матчу зі збірною Чилі Загалло вперше запросили очолити бразильську збірну. Він узяв сімох гравців свого клубу «Ботафогу» та переміг — 1:0. 1968 року Загалло також запрошували на один матч збірної Бразилії проти збірної Аргентини. Тепер він узяв вісьмох своїх футболістів, і знову здобув перемогу — 4:1.
Але в основному він керував «Ботафогу», з яким двічі поспіль виграв титул чемпіона штату Ріо-де-Жанейро. А 1970 року саме Загалло повіз збірну Бразилії на чемпіонат світу у Мексиці.

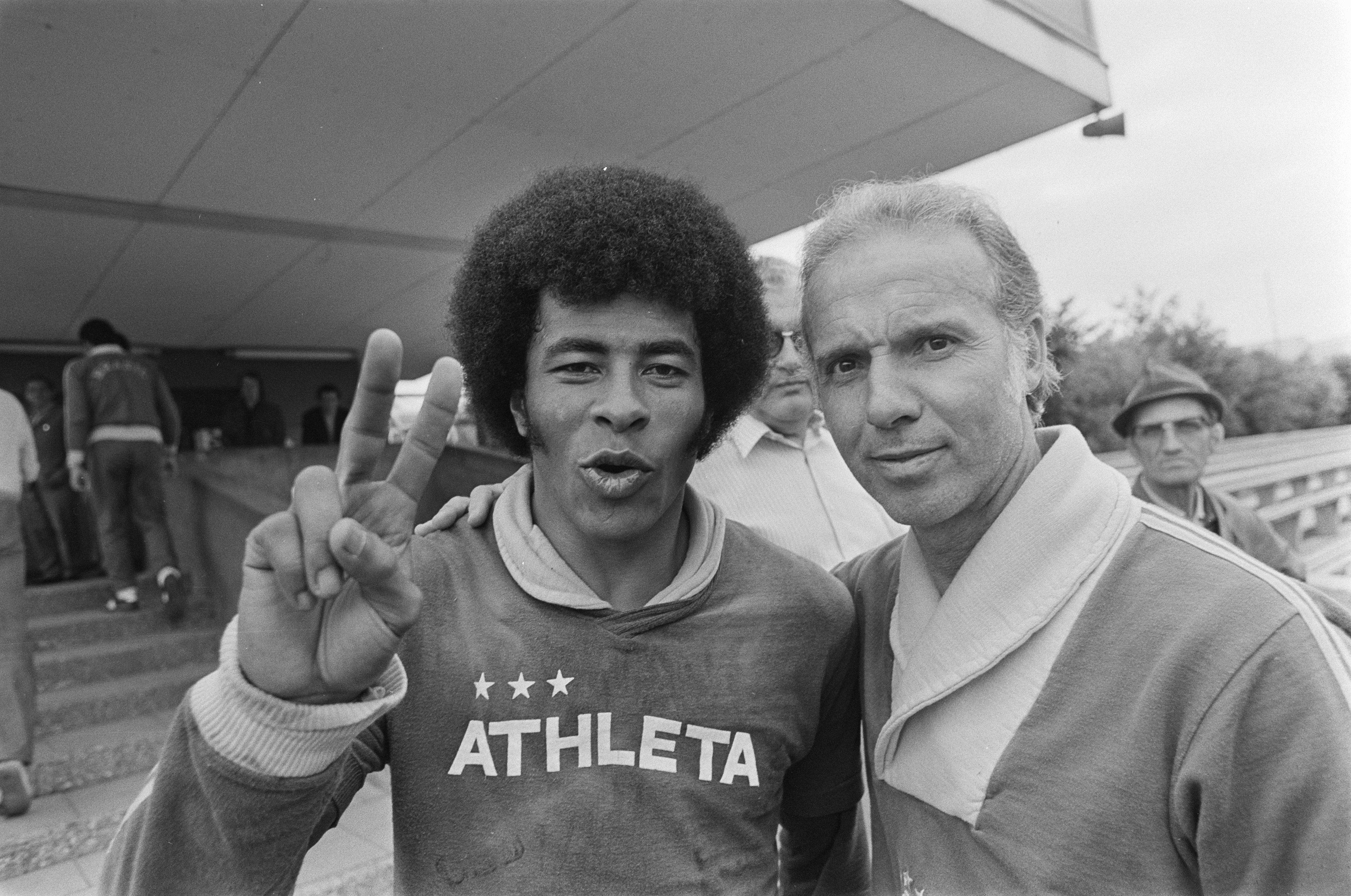
Маріо Загалло зі своїм підопічним Жаїрзіньйо на чемпіонаті світу 1974 року

Збірну готував Жоао Салданья, який зумів створити чудову команду, але через суперечки з керівництвом його в березні 1970 року було відправлено у відставку, а новим тренером був призначений Загалло. Маріо практично нічого у створеній Салданьєю команді міняти не став. Лише Салданья вважав за необхідне висувати крайніх нападників вперед, а Загалло віддав перевагу відтягнути ліве крило трохи назад, за прикладом того, як у збірній грав він сам. Однак у правильність призначення Загалло в Бразилії вірили далеко не всі. Йому довелося витримати чимало критики в пресі, оскільки останні товариські матчі перед від'їздом до Мексики збірна проводила не надто виразно. Ну а на самому чемпіонаті збірна Бразилії, забивши в шести матчах 19 м'ячів і перемігши у фінальному матчі збірну Італії — 4:1, бразильці втретє стали чемпіонами світу. Так Маріо Загалло став першим у їхній історії, хто спочатку став чемпіоном світу, причому двічі, як гравець, а потім привів команду до титулу чемпіона, ставши вже тренером.
На наступному чемпіонаті світу 1974 року у ФРН збірною Бразилії знову керував Загалло, але, без Пеле, команда склала з себе титул чемпіона в матчі зі збірною Голландії, в якій тоді грав Йоган Кройф, а в матчі за третє місце програла збірній Польщі — 0:1. Після цього Маріо Загалло відразу був знятий і в подальшому очолював бразильські «Ботафогу», «Флуміненсе» та «Фламенго», а також збірну Кувейту.
1979 року Загало відправився до Саудівської Аравії, де очолив клуб «Аль-Хіляль», причому в перший же рік вивів його в чемпіони країни. Потім повернувся до Бразилії на посаду головного тренера «Васко да Гама», але 1981 року знову відправився в Саудівську Аравію, де очолював її національну збірну до 1984 року. Після повернення на бітьківщину знову очолював «Ботафогу» та «Фламенго», а також «Бангу».

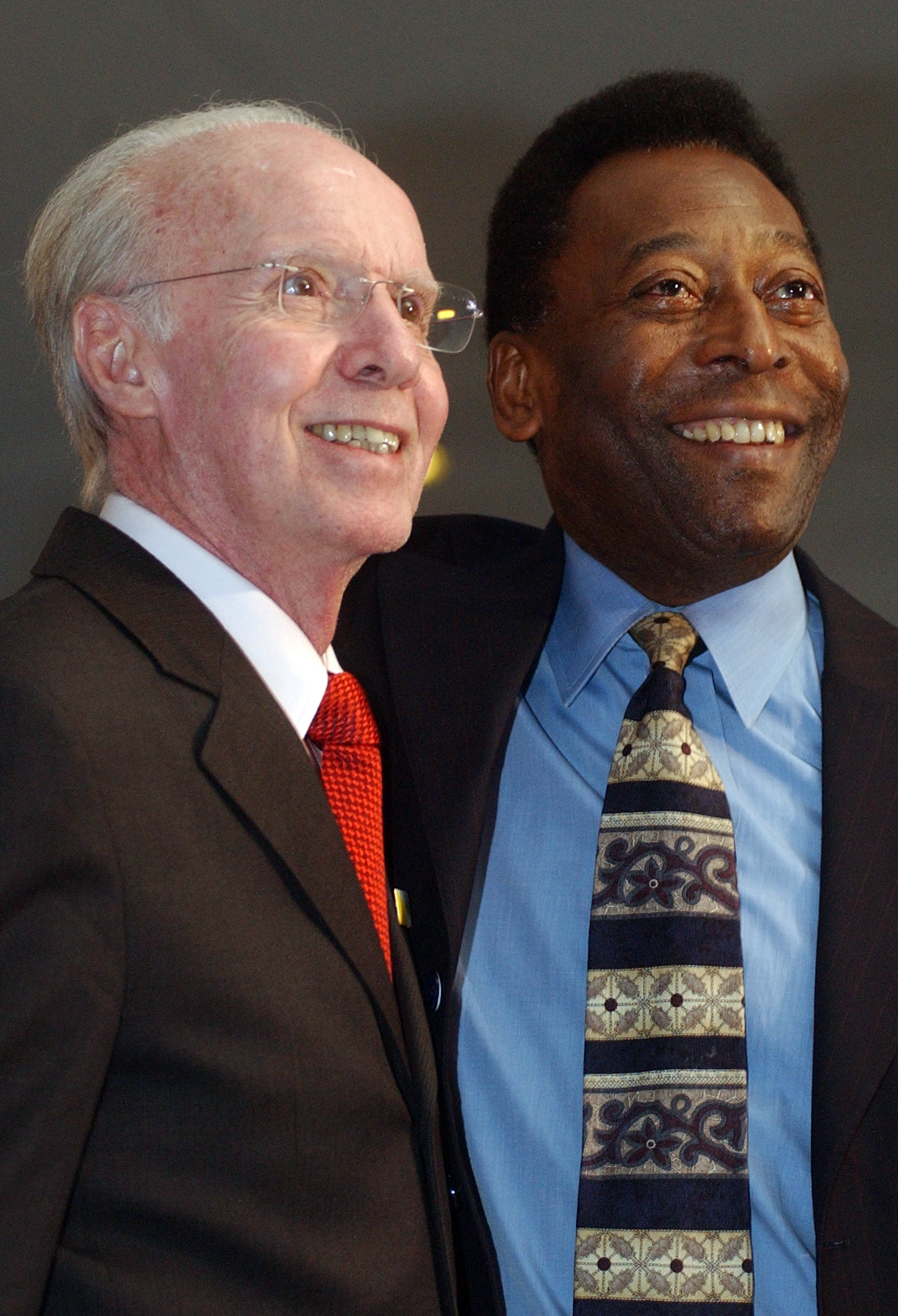
Маріо Заглало і Пеле. 2004 рік

З 1989 року один рік працював в Об'єднаних Арабських Еміратах з місцевою національною збірною, після чого повернувся в «Васко да Гаму».
Збірна Бразилії між тим виступала на світових першостях не надто вдало. І 1994 року, перед черговим чемпіонатом, який проходив у США, Маріо Загалло знову опинився в національній команді, правда, на посаді технічного директора. На цей пост його запросив головний тренер Карлос Алберто Паррейра. У США повторився фінал 1970: збірна Бразилії зустрічалася зі збірною Італії. І знову латиноамериканці перемогли — цього разу бразильці виграли лише в серії одинадцятиметрових ударів і стали чотириразовими чемпіонами світу, і знову за безпосередньої участі Загалло.
Незабаром Паррейра покинув збірну і Загалло знову став її головним тренером. Під його керівництвом збірна взяла участь у розіграші Кубка Америки 1995 року в Уругваї, де здобула «срібло», та розіграшу Золотого кубка КОНКАКАФ 1996 року у США, де також дійшла до фіналу. Проте вже наступного року Маріо привів збірну до перемоги на Кубку конфедерацій 1997 року у Саудівській Аравії та Кубку Америки 1997 року у Болівії. А напередодні мундіалю на розіграші Золотого кубка КОНКАКАФ 1998 року у США команда здобула бронзові нагороди.
Проте на чемпіонаті світу 1998 року у Франції, 67-річний Маріо Загалло тріумфувати не зміг. Збірна показувала чудову гру, легко дійшла до фіналу, де багато хто пророкував їй перемогу. Але у фінальному матчі бразильців таки обіграли французи, господарі турніру, з розгромним рахунком 0:3, після чого Загало був звільнений з посади тренера.
У подальші роки Загалло знову «Португеза Деспортос», а 2001 року вивів «Фламенго» в чемпіони штату Ріо-де-Жанейро.
Напередодні чемпіонату світу 2006 року Карлос Альберто Паррейра, знову очоливши збірну, як і 12 років тому в США, запросив Маріо Загалло технічним директором. Збірна Бразилії дійшла лише до чвертьфіналу, де програла все тим же французам. Після цього Загало завершив тренерську роботу.

## Титули і досягнення

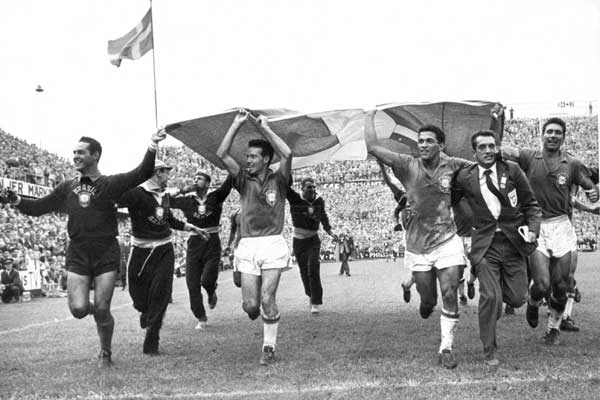
Маріо Загалло (в центрі) з партнерами по збірній святкує перемогу на чемпіонаті світу 1958 року

### Як гравця
- Чемпіон світу (2):

Бразилія: 1958, 1962
- Срібний призер Чемпіонату Південної Америки: 1959 (Аргентина)

### Як тренера
- Чемпіон світу (1):

Бразилія: 1970
- Срібний призер Кубка Азії (1):

Кувейт: 1976
- Бронзовий призер Азійських ігор (1):

Саудівська Аравія: 1982
- Віце-чемпіон світу (1):

Бразилія: 1998
- Володар Кубка Америки (1):

Бразилія: 1997
- Срібний призер Кубка Америки (1):

Бразилія: 1995
- Володар Кубка Конфедерацій (1):

Бразилія: 1997
- Бронзовий олімпійський призер: 1996
- Срібний призер Золотого кубка КОНКАКАФ (1):

Бразилія: 1996
- Бронзовий призер Золотого кубка КОНКАКАФ (1):

Бразилія: 1998

### Особисті
- Найкращий тренер в історії футболу — 9 місце (World Soccer)[12][13]
- Найкращий тренер в історії футболу — 27 місце (FourFourTwo)[14]